# Kağan Kayalı
Kağan Kayalı (* 30. Januar 1999 in Balıkesir) ist ein türkischer Fußballspieler.

## Karriere
Kağan Kayalı spielte für die Nachwuchsabteilung Balıkesirspors und erhielt 2018 hier einen Profivertrag. Er gab in der Zweitligapartie vom 27. Januar 2019 gegen Eskişehirspor sein Profidebüt.